# Fernando De Napoli
Fernando De Napoli, född 15 mars 1964 i Chiusano di San Domenico, är en italiensk före detta fotbollsspelare. Under sin karriär vann han Serie A fyra gånger och vann även ett brons i VM 1990.

## Karriär

### Klubblag
De Napoli startade sin karriär i Rimini där han spelade en säsong innan han flyttade till Avellino i Serie A. Där stannade han i tre år innan han gick vidare till Napoli 1986. Han kom till Napoli när klubben hade sin storhetstid och spelade bland annat bredvid Diego Maradona. Under sina sex år i klubben så vann han Serie A 1987 och 1990, Coppa Italia 1987 samt Supercoppa italiana 1991.
De Napoli skrev på för AC Milan 1992 där han vann Serie A ytterligare två gånger. Milan vann även Supercoppa Italiana 1993. I juli 1994 gick De Napoli till Reggiana där han spelade i tre säsonger innan han avslutade karriären.

### Landslag
Fernando De Napoli gjorde sin debut för Italien 11 maj 1986 i en match mot Kina. Han var med i Italiens trupper till VM 1986, EM 1988 samt VM 1990. Totalt gjorde De Napoli 54 landskamper och ett mål.

## Meriter

### Klubblag
Napoli
- Serie A: 1987, 1990
- Coppa Italia: 1987
- Supercoppa italiana: 1991
- UEFA-cupen: 1989

Milan
- Serie A: 1993, 1994
- Supercoppa italiana: 1993

### Landslag
Italien
- VM-brons: 1990